# جان لکی
جان لکی (انگلیسی: John Leckie؛ زادهٔ ۲۳ اکتبر ۱۹۴۹) یک مهندس است.